# Viacheslav Berduta
Viacheslav Berduta (Qarajal, URSS, 3 de febrero de 1975) es un deportista kazajo que compitió en judo. Ganó una medalla en los Juegos Asiáticos de 2002, y cinco medallas en el Campeonato Asiático de Judo entre los años 1997 y 2005.

## Palmarés internacional
| Juegos Asiáticos    | Juegos Asiáticos      | Juegos Asiáticos  | Juegos Asiáticos |
| Año                 | Lugar                 | Medalla           | Categoría        |
| ------------------- | --------------------- | ----------------- | ---------------- |
| 2002                | Busan (Corea del Sur) | Medalla de bronce | +100 kg          |
| Campeonato Asiático |                       |                   |                  |
| Año                 | Lugar                 | Medalla           | Categoría        |
| 1997                | Manila (Filipinas)    | Medalla de bronce | +95 kg           |
| 1997                | Manila (Filipinas)    | Medalla de bronce | Abierta          |
| 1999                | Wenzhou (China)       | Medalla de bronce | +100 kg          |
| 2000                | Osaka (Japón)         | Medalla de plata  | +100 kg          |
| 2005                | Taskent (Uzbekistán)  | Medalla de bronce | Abierta          |